# ゲンタマイシン
ゲンタマイシン（英: gentamicin, gentamycin）は、アミノグリコシド（アミノ配糖体）系抗菌薬である。
英語名称は、正式には gentamicin という。同じアミノグリコシドの tobramycin、streptomycin、kanamycin とは意図的に異なる綴りが与えられている。これは、これらの Streptomyces に由来する薬物に -mycin の名を与えたのに対し、Micromonospora 由来のゲンタマイシンには、-micin の名を与えたからである。
また、ゲンタマイシンは熱に安定な抗生物質の一つであり、高温高圧滅菌後においても活性を持つ。そのため、ある種の微生物培地の調製に使われる。

## 作用機序
ゲンタマイシンは殺菌性の抗生物質で、細菌のリボソーム 30S サブユニットに結合して、蛋白合成を阻害する。
他のアミノグリコシド系抗生物質と同様、経口投与では無効である。これは、小腸にて吸収された後、門脈を経由して肝臓に到達し、不活化されるためである。そのため、静脈注射、筋肉注射、局所投与。および、軟膏による皮膚への塗布にて利用される。

## 臨床応用
ゲンタマイシンは、グラム陰性桿菌による感染症にほぼ専門的に用いられる。殺菌能の高い薬剤で、緑膿菌などの日和見感染症の起炎菌による敗血症に対する効果が高い。また、広範囲の薬剤が無効である腸球菌に対しても、ペニシリン系薬剤と併用することによって相乗効果を発揮する。緑膿菌のほか、大腸菌、インフルエンザ桿菌、クレブシエラ菌、セラチア菌、アシネトバクター、シトロバクター、エンテロバクターなど血液感染の原因となるようなグラム陰性桿菌はほぼ網羅する抗菌スペクトルを有する。
一方、黄色ブドウ球菌などのグラム陽性菌や、淋菌・髄膜炎菌  のようなグラム陰性球菌、またレジオネラ菌  による感染症には効果がない。
アミノグリコシド系抗生物質には、他の抗生物質に比較すると非常に耐性化しにくいという特徴がある。よく似たトブラマイシンとは、ゲンタマイシンが緑膿菌を得意とするに対し、トブラマイシンはセラチア菌により活性が高いという違いが知られている（どちらもよく効く）。緑膿菌に対しては、有効性、また耐性化の予防の観点から、かならずセフタジジムなど他の抗緑膿菌活性を持った薬剤との併用が行われる。
敗血症のほかは、腎盂腎炎に主に用いられる。組織移行性が低いので、肺炎などといった主要臓器の感染症に用いられることは少ないが、上記の日和見感染症に対する効果を期待し用いることはある。一方血液脳関門を通過できないため、静脈注射では、髄膜炎には完全に無効である。髄腔内投与を行う場合もあるが、この効果を積極的に支持する科学的根拠はない。また、軟膏製剤もあるが、この使用を正当化するような科学的根拠も乏しい。

## 副作用
すべてのアミノグリコシド系抗生物質は耳に対し毒性を持つ。前庭神経に対する毒性は平衡感覚障害をきたし、一方蝸牛神経に対する障害は聴覚障害をおこし、まれに聾にいたる。アミノグリコシドの中で、ゲンタマイシンの聴覚毒性は最も強い。聴覚障害は、薬剤中止によってもあまり改善しない。
ゲンタマイシンは高い腎毒性をもち、場合によっては急性腎不全に至ることがある。腎障害は、薬剤中止によって改善することが多い。腎毒性の発症頻度は、ゲンタマイシンの血中最低濃度（トラフ）と相関する。腎障害を予防するため、体重により投与量を調節する。欧米では、ゲンタマイシンの投与量の計算式があるが、日本の保険医療の範囲内でこれに従うことは、よほど体が小さくない限り難しい（投与量が上限をこえてしまう）。治療中は血清中のゲンタマイシン濃度を監視する。